# Canet Rosselló Football Club
El Canet Rosselló Futbol Club (en francès Canet Roussillon Football Club) és un club de futbol català del poble de Canet de Rosselló i fundat l'any 1934 amb el nom de Club Olímpic Perpinyanenc (en francès Club Olympique Perpignanais).
El club va arribar per primera vegada a la Ligue 2 (segona divisió del futbol francès) la temporada 1945-1945 essent aquesta la primera de les catorze temporades en què ha militat a la divisió de plata del futbol francès.
L'any 1994 va tornar a la Ligue 2, categoria a la qual va militar fins a la temporada 1996-1997 en què, amb greus problemes econòmics l'equip va ser descendit administrativament a Divisió d'honor. L'any 2002 el Perpinyà Futbol Català (en francès Perpignan Football Catalan) es fusiona amb el club veí del FC Canet.
Després de disset temporades disputant la Divisió d'honor del Llenguadoc, al final de la temporada 2013-2014 l'equip finalitza en tretzena posició i baixa a Divisió d'honor Regional, en la qual milita una temporada en la qual finalitza com a campió i novament aconsegueix l'ascens a Divisió d'honor del Llenguadoc. Però durant aquesta temporada de transició, l'Ajuntament de Perpinyà va decidir deixar l'històric club de la capital, el qual passa a denominar-se Canet Rosselló Futbol Club.
El club disputa els seus partits a l'Stade Saint-Michel, antic estadi del FC Canet, pels seus partits de National 3 (cinquena categoria del futbol francès), que disputa des de la temporada 2017-2018.

## Història
Al llarg de la història, el principal club de futbol nord-català ha tingut diverses denominacions:
- Club Olympique Perpinyanès (1934-1949)
- Stade Olympique Perpinyà (1949-1952)
- Perpinyà Football Club (1952-1997)
- Sporting Perpinyà Rosselló (1997-2001)
- Perpinyà Football Catalan (2001-2002)
- Perpinyà Canet Football Club (2002-2012)
- Canet Rosselló Football Club (2012-avui)

### Primera etapa a la Division 2
Fundat l'any 1934 com a Club Olímpic Perpinyanenc, l'equip de la capital debuta per primera vegada a la seva història a la Division 2 Sud (en estar la segona categoria del futbol francès dividida en dos grups) a la temporada 1945-1946 finalitzant en onzena posició amb un balanç de deu victòries, dos empats i catorze derrotes i amb un balanç de trenta-vuit gols a favor i seixanta-u en contra, amb un total de vint-i-dos punts. La següent temporada no és tan bona i l'equip finalitza en vint-i-unena posició (s'havia unificat la competició en un sol grup de vint-i-dos equips), amb un balanç de vuit victòries, sis empats i vint-i-vuit derrotes, marcant cinquanta-set gols i encaixant-ne cent trenta, amb vint-i-dos punts.
| Temporada | PJ | PG | PE | PP | GF | GC  | PTS | Classificació |
| --------- | -- | -- | -- | -- | -- | --- | --- | ------------- |
| 1945-1946 | 26 | 10 | 2  | 14 | 38 | 61  | 22  | 11è           |
| 1946-1947 | 42 | 8  | 6  | 28 | 57 | 130 | 22  | 21è           |

### Cinc temporades a Divisió d'honor, un nou ascens a Division 2 i nova denominació del club
Les següents temporades les disputa a Divisió d'honor, destacant el canvi de nom l'any 1949, pel de Stade Olympique Perpinyà, que mantindrà fins al final de la temporada 1951-1952, en que l'equip aconsegueix de nou l'ascens a la Division 2. L'any 1952, amb una nova etapa a la segona categoria del futbol francès, l'equip passa a denominar-se Perpinyà Football Club.

### Set anys a Division 2
Per primera vegada l'equip té estatus professional, que mantindrà durant les set temporades ininterrompudes que milita a la Division 2, l'etapa més llarga del club en categoria professional.
La millor classificació en aquesta etapa, l'aconsegueix la temporada 1953-1954, en què finalitza en vuitena posició.
Cal destacar en aquesta etapa que, la temporada 1956-1957 l'equip va comptar a les seves files amb el llegendari César Rodríguez Álvarez, el qual disputarà tretze partits i marcarà quatre gols.
L'etapa de set temporades a la Division 2 finalitza a la temporada 1958-1959 en què l'equip baixa de categoria.
En aquests set anys com a club professional, el Perpinyà Football Club, disputa la Copa francesa de futbol, essent la millor edició la de la temporada 1956-1957, en què va arribar a vuitens de final, caient derrotat per 1 - 0 contra el Football Club des Girondins de Bordeaux.
| Temporada | PJ | PG | PE | PP | GF | GC | PTS | Classificació |
| --------- | -- | -- | -- | -- | -- | -- | --- | ------------- |
| 1952-1953 | 34 | 12 | 8  | 14 | 59 | 64 | 32  | 9º            |
| 1953-1954 | 38 | 16 | 7  | 15 | 49 | 63 | 39  | 8º            |
| 1954-1955 | 38 | 10 | 6  | 22 | 45 | 66 | 26  | 18º           |
| 1955-1956 | 38 | 10 | 12 | 16 | 36 | 57 | 32  | 15º           |
| 1956-1957 | 38 | 12 | 12 | 14 | 35 | 44 | 36  | 14º           |
| 1957-1958 | 42 | 15 | 7  | 20 | 42 | 57 | 37  | 14º           |
| 1958-1959 | 38 | 11 | 13 | 14 | 42 | 58 | 35  | 15º           |

### Trenta-dues temporades en categories amateurs
Entre les temporades 1959-1960 i 1990-1991, el Perpinyà Football Club disputa categories amateurs, alternant Divisió d'honor sud est, Division 4, Divisió d'honor del Llenguadoc i Division 3. La temporada 1990-1991 aconsegueix novament tornar a la Division 2, en finalitzar en primera posició de la Division 3 Centre-Ouest.

### Dues temporades a la Division 2
La temporada 1991-1992 és la del retorn del futbol professional a Perpinyà, i el Perpinyà Football Club finalitza la temporada amb una còmode setena posició del Grup B (llavors la segona divisió del futbol francès tenia novament dos grups), però en la següent temporada torna a baixar novament, en finalitzar quinzè del Grup A (baixaven els set últims de cada grup).
| Temporada | PJ | PG | PE | PP | GF | GC | PTS | Classificació |
| --------- | -- | -- | -- | -- | -- | -- | --- | ------------- |
| 1991-1992 | 34 | 11 | 13 | 10 | 31 | 34 | 35  | 7º            |
| 1992-1993 | 34 | 7  | 12 | 15 | 31 | 44 | 26  | 15º           |

### Una temporada a National 1 i nou ascens a la Division 2
La temporada 1993-1994, el Perpinyà Football Club va finalitzar en segona posició del Grup B de National 1, aconseguit un nou (i fins al moment últim) ascens a la Division 2.

### Última etapa a la Division 2 i crisis econòmica
Entre les temporades 1994-1995 i 1996-1997, el Perpinyà Football Club va disputar novament la Division 2, aconseguint en totes elles la permanència, malgrat els problemes econòmics de l'entitat. Cal destacar que el club va aconseguir bons resultats contra equips tradicionalment de Ligue 1 com un empat 0 - 0 contra l'Olympique de Marsella a l'Stade Jean-Laffont.
En aquesta última etapa del club a la segona categoria del futbol francès, també va disputar la tercera competició nacional, la Copa de la Lliga francesa de futbol, en la qual va aconseguir la millor participació la temporada 1994-1995, en caure per penals contra el Montpellier Hérault Sport Club.
Al final de la temporada 1996-1997, malgrat aconseguir la permanència en finalitzar en setzena posició, a dos punts del descens, el club és descendit administrativament a causa dels greus problemes econòmics que arrossegava, posant punt final a l'última etapa a la Division 2 del futbol francès.
| Temporada | PJ | PG | PE | PP | GF | GC | PTS | Classificació |
| --------- | -- | -- | -- | -- | -- | -- | --- | ------------- |
| 1994-1995 | 42 | 9  | 17 | 16 | 35 | 51 | 44  | 16º           |
| 1995-1996 | 42 | 17 | 10 | 15 | 44 | 53 | 61  | 8º            |
| 1996-1997 | 42 | 11 | 18 | 13 | 38 | 42 | 51  | 16º           |

### Disset temporades a Divisió d'Honor
Amb el descens administratiu, l'equip canvia de nom per passar a anomenar-se Sporting Perpignan Roussillon, i l'equip disputa la Divisió d'honor del Llenguadoc sense fer papers gaire destacables.
La temporada 2001-2002 el club torna a canviar de nom per passar a anomenar-se Perpignan Football Catalan, denominació que només dura una temporada, ja que l'estiu del 2002, el Perpignan Football Catalan es fusiona amb el FC Canet 66 i passa a denominar-se Perpignan Canet F.C.
El club es mantindrà a Divisió d'honor del Llenguadoc fins al final de la temporada 2013-2014, quan finalitza en tretzena posició i perd la categoria.
Aquell estiu de 2014, l'Ajuntament de Perpinyà no dona més suport al club i aquest passa a denominar-se Canet Rosselló Football Club.

### Campió de Divisió d'honor Regional i nou ascens a Divisió d'honor
La temporada 2014-2015, el Canet Roussillon Football Club es proclama campió de Divisió d'honor Regional del Llenguadoc i, per tant, aconsegueix tornar a Divisió d'honor.

### Dues temporades a Divisió d'honor i ascens a National 3
La nova etapa a Divisió d'honor és un èxit i el Canet Roussillon Football Club finalitza en quarta posició la temporada 2015-2015 i en la 2016-2017 aconsegueix finalitzar en primera posició, aconseguint d'aquesta manera l'ascens a National 3, cinquena categoria del futbol francès.

### National 3
La temporada 2017-2018 és la del debut del Canet Roussillon Football Club a National 3, aconseguint finalitzar en tercera posició del Grup d'Occitània a només set punts del primer classificat i equip que va aconseguir l'ascens, els reserves del Nîmes Olympique.
A on l'equip català va aconseguir una gran gesta va ser a la Copa francesa de futbol on va aconseguir arribar als setzens de final després d'eliminar equips de superior categoria com l'Athletic Club Ajaccien. Només el Stade Malherbe Caen Calvados Basse-Normandie el va poder eliminar, això si, va necessitar una tanda de penals, després que el temps reglamentari i la pròrroga finalitzessin amb el resultat d'empat a un gol.
A la temporada 2018-2019 el Canet Roussillon Football Club té un inici irregular que situa l'equip a la zona mitja baixa del seu grup, però ho compensa amb una gran trajectòria a la Copa francesa de futbol on novament dona la sorpresa contra rivals de categoria superior, i només pot ser eliminat per l'Association Sportive de Monaco Football Club, el qual s'imposa per un ajustat 0 - 1 en un partit disputat a l'Estadi Gilbert Brutus de Perpinyà.
Un cop passada la Copa, el Canet Roussillon Football Club comença a escalar posicions fins a finalitzar la temporada en quarta posició del grup d'Occitània de National 3.
| Temporada | PJ | PG | PE | PP | GF | GC | PTS | Classificació |
| --------- | -- | -- | -- | -- | -- | -- | --- | ------------- |
| 2017-2018 | 26 | 11 | 10 | 5  | 37 | 29 | 43  | 3r.           |
| 2018-2019 | 26 | 9  | 8  | 9  | 21 | 20 | 35  | 4º            |

| \| \| \| CO Perpignanais (1934-1949) \| \| \| \| \| \| \| \| \| \| \| \| \| \| \| \| \| \| \| \| \| \| \| \| \| \| \| \| \| \| \| \| \| \| \| \| \| \| \| \| \| \| \| \| \| \| \| \| \| \| \| \| \| \| SO Perpignanais (1949-1952) \| \| \| \| \| \| \| \| \| \| \| \| \| \| \| \| \| \| \| \| \| \| \| \| \| \| \| \| \| \| \| \| \| \| \| \| \| \| \| \| \| \| \| \| \| \| \| \| \| \| \| \| \| \| Perpignan FC (1952-1997) \| \| \| \| \| \| \| \| \| \| \| \| \| \| \| \| \| \| \| \| \| \| \| \| \| \| \| \| \| \| \| \| \| \| \| \| \| \| \| \| \| \| \| \| \| \| \| \| \| \| \| \| \| \| Sporting Perpignan Roussillon (1997-2001) \| \| \| \| \| \| \| \| \| \| \| \| \| \| \| \| \| \| \| \| \| \| \| \| \| \| \| \| \| \| \| \| \| \| \| \| \| \| \| \| \| \| \| \| \| \| \| \| \| \| \| \| \| \| Perpignan Football Catalan (2001-2002) \| Perpignan Football Catalan (2001-2002) \| Perpignan Football Catalan (2001-2002) \| Perpignan Football Catalan (2001-2002) \| Perpignan Football Catalan (2001-2002) \| Perpignan Football Catalan (2001-2002) \| \| \| FC Canet 66 (1964-2002) \| FC Canet 66 (1964-2002) \| FC Canet 66 (1964-2002) \| FC Canet 66 (1964-2002) \| FC Canet 66 (1964-2002) \| FC Canet 66 (1964-2002) \| \| \| \| \| \| \| \| \| \| \| \| \| \| Perpignan Football Catalan (2001-2002) \| Perpignan Football Catalan (2001-2002) \| Perpignan Football Catalan (2001-2002) \| Perpignan Football Catalan (2001-2002) \| Perpignan Football Catalan (2001-2002) \| Perpignan Football Catalan (2001-2002) \| \| \| FC Canet 66 (1964-2002) \| FC Canet 66 (1964-2002) \| FC Canet 66 (1964-2002) \| FC Canet 66 (1964-2002) \| FC Canet 66 (1964-2002) \| FC Canet 66 (1964-2002) \| \| \| \| \| \| \| \| \| \| \| \| \| \| \| \| \| \| \| \| \| \| \| \| \| \| \| \| \| \| \| \| \| \| \| \| \| \| \| \| \| Perpignan Canet FC (2002-2014) \| \| \| \| \| \| \| \| \| \| \| \| \| \| \| \| \| \| \| \| \| \| \| \| \| \| \| \| \| \| \| \| \| \| \| \| \| \| \| \| \| \| \| \| \| \| \| \| \| \| \| \| \| \| Canet Roussillon FC (2014-avui) \| \| \| \| \| \| \| \| \| \| \| \| \| \| \| \| \| \| \| \| \| \| \| \| |  |                                           |                                        |                                        |                                        |                                        |                                        |  |  |                         |                         |                         |                         |                         |                         |  |  |  |  |  |  |  |  |  |  |
| |  | CO Perpignanais (1934-1949)               |                                        |                                        |                                        |                                        |                                        |  |  |                         |                         |                         |                         |                         |                         |  |  |  |  |  |  |  |  |  |  |
| |  |                                           |                                        |                                        |                                        |                                        |                                        |  |  |                         |                         |                         |                         |                         |                         |  |  |  |  |  |  |  |  |  |  |
| |  | SO Perpignanais (1949-1952)               |                                        |                                        |                                        |                                        |                                        |  |  |                         |                         |                         |                         |                         |                         |  |  |  |  |  |  |  |  |  |  |
| |  |                                           |                                        |                                        |                                        |                                        |                                        |  |  |                         |                         |                         |                         |                         |                         |  |  |  |  |  |  |  |  |  |  |
| |  | Perpignan FC (1952-1997)                  |                                        |                                        |                                        |                                        |                                        |  |  |                         |                         |                         |                         |                         |                         |  |  |  |  |  |  |  |  |  |  |
| |  |                                           |                                        |                                        |                                        |                                        |                                        |  |  |                         |                         |                         |                         |                         |                         |  |  |  |  |  |  |  |  |  |  |
| |  | Sporting Perpignan Roussillon (1997-2001) |                                        |                                        |                                        |                                        |                                        |  |  |                         |                         |                         |                         |                         |                         |  |  |  |  |  |  |  |  |  |  |
| |  |                                           |                                        |                                        |                                        |                                        |                                        |  |  |                         |                         |                         |                         |                         |                         |  |  |  |  |  |  |  |  |  |  |
| |  | Perpignan Football Catalan (2001-2002)    | Perpignan Football Catalan (2001-2002) | Perpignan Football Catalan (2001-2002) | Perpignan Football Catalan (2001-2002) | Perpignan Football Catalan (2001-2002) | Perpignan Football Catalan (2001-2002) |  |  | FC Canet 66 (1964-2002) | FC Canet 66 (1964-2002) | FC Canet 66 (1964-2002) | FC Canet 66 (1964-2002) | FC Canet 66 (1964-2002) | FC Canet 66 (1964-2002) |  |  |  |  |  |  |  |  |  |  |
| |  | Perpignan Football Catalan (2001-2002)    | Perpignan Football Catalan (2001-2002) | Perpignan Football Catalan (2001-2002) | Perpignan Football Catalan (2001-2002) | Perpignan Football Catalan (2001-2002) | Perpignan Football Catalan (2001-2002) |  |  | FC Canet 66 (1964-2002) | FC Canet 66 (1964-2002) | FC Canet 66 (1964-2002) | FC Canet 66 (1964-2002) | FC Canet 66 (1964-2002) | FC Canet 66 (1964-2002) |  |  |  |  |  |  |  |  |  |  |
| |  |                                           |                                        |                                        |                                        |                                        |                                        |  |  |                         |                         |                         |                         |                         |                         |  |  |  |  |  |  |  |  |  |  |
| |  | Perpignan Canet FC (2002-2014)            |                                        |                                        |                                        |                                        |                                        |  |  |                         |                         |                         |                         |                         |                         |  |  |  |  |  |  |  |  |  |  |
| |  |                                           |                                        |                                        |                                        |                                        |                                        |  |  |                         |                         |                         |                         |                         |                         |  |  |  |  |  |  |  |  |  |  |
| |  | Canet Roussillon FC (2014-avui)           |                                        |                                        |                                        |                                        |                                        |  |  |                         |                         |                         |                         |                         |                         |  |  |  |  |  |  |  |  |  |  |

## Palmarès
- Campió de Division 4 (Grup H): 1986.
- Campió de Divisió d'honor del Llenguadoc: 1985 i 2017.
- Campió de Divisió d'honor Regional del Llenguadoc (Grup C): 2015.

| Campionats               | Temporades | Títols | J   | G   | E   | P   | GF   | GC   | Diff  |
| ------------------------ | ---------- | ------ | --- | --- | --- | --- | ---- | ---- | ----- |
| Division 2               | 14         | -      | 528 | 159 | 143 | 226 | 582  | 824  | - 242 |
| National 1/Division 3    | 6          | -      | 180 | 93  | 46  | 41  | 259  | 150  | 109   |
| Division 4               | 2          | 1      | 52  | 22  | 14  | 16  | 79   | 62   | 12    |
| National 3               | 2          | -      | 52  | 20  | 18  | 14  | 58   | 49   | 9     |
| Divisió d'Honor          | 34         | 2      | 810 | 336 | 201 | 273 | 1198 | 1010 | 188   |
| Divisió d'honor Regional | 1          | 1      | 22  | 18  | 2   | 2   | 51   | 17   | 34    |

## Jugadors destacats
- César Rodríguez
- Philippe Chanlot
- Stéphane Crucet
- David Marraud
- Pierre Sinibaldi[4]
- Edson Carpegiani
- Filhol Vital De Souza
- Joël Ahache
- Olivier Dall'Oglio
- Lassina Diabaté
- Christophe Baïocco
- Philippe Buttignol
- Jean-Philippe Javary
- Pascal Camadini
- Khaled Bensassi
- Stéphane d'Angelo
- Éric Deletang
- Krzysztof Iwanicki
- Boguslaw Pachelski
- Philippe Mazzuchetti
- Hippolyte Dangbeto
- Pascal Despeyroux
- Patrice Eyraud
- Gilles Leclerc
- Georges Maurious
- Jean-Luc Escayol
- Milan Djurdjevic
- Julien Poueys
- Mathieu Puig
- Olivier Frapolli
- Hervé Alicarte
- Guillaume Boronad

## Evolució de l'uniforme
| Perpinyà Canet 2002-2014 | Canet Rosselló 2014-avui |  |